# Pen-Pineapple-Apple-Pen
Pen-Pineapple-Apple-Pen, oftewel PPAP, is een kort liedje met bijbehorende videoclip van de Japanse komiek Kosaka Daimaou. Het is een kort komisch nummer waarin het fictieve personage Pikotaro bezingt hoe hij van een pen en een appel een appel-pen maakt, van een ananas gecombineerd met een pen een ananas-pen maakt en hoe hij van een appel-pen en een ananas-pen een pen-ananas-appel-pen maakt. Het lied werd op 25 augustus 2016 door hem geplaatst op YouTube. In het jaar 2016 was dit vanuit Nederland het meest bekeken filmpje op YouTube.

## Prijzen en records
In oktober 2016 veroverde het nummer een plek in het Guinness Book of Records, het was op dat moment het kortste nummer dat ooit de Billboard Hot 100-lijst had gehaald. Op Het gala van de gouden K's 2016 won het de prijs voor "Hype van het jaar".

## Weergaven
Het originele nummer was op oktober 2018 door ruim 131 miljoen mensen op het YouTube-kanaal van de zanger bekeken. Het nummer verscheen ook op het YouTube-kanaal Ultra Music: hier was het nummer op oktober 2018 door ruim 295 duizend mensen online bekeken. Tevens kwam hier een langere variant online, deze was op oktober 2018 door ruim 225 miljoen mensen bekeken.

## Andere versies en parodieën
Er werden ook verschillende parodieën van het nummer gemaakt, een Nederlandse versie door Ponkers, getiteld pannen-koeken-koeken-pan, verscheen op 30 september 2016, en was in 2017 ruim 2,6 miljoen keer bekeken.
Op 17 november 2016 was Pikataro te zien in de Japanse versie van Sesamstraat, waarin hij het dansje uitlegt aan Elmo en Koekiemonster, en ze een variant genaamd Cookie-Butter-Choco-Cookie zingen.
Op 4 april 2020 bracht Pikotaro een nieuwe versie uit waarin hij zijn hand met zeep combineert, om mensen aan te sporen hun handen te wassen naar aanleiding van de Coronapandemie.